# Ley de posnatal de seis meses
La Ley n.º 20545 que Modifica las normas sobre protección a la maternidad e incorpora el permiso postnatal parental, más conocida como la ley de posnatal de seis meses, es una ley aprobada por el Congreso Nacional de Chile y promulgada por el Gobierno, que permite a las madres chilenas (y eventualmente los padres) ampliar el tiempo para acompañar a sus hijos recién nacidos. Esta ley está vigente desde la publicación en el Diario Oficial de Chile, el 17 de octubre de 2011.

## Génesis de la ley
Durante la campaña presidencial del año 2009, el entonces candidato Sebastián Piñera, en su programa de gobierno, prometió incluir un postnatal de 6 meses para que las madres pudieran estar más tiempo de lactancia con sus hijos recién nacidos. Hasta ese momento muchas mujeres hacían un uso excesivo de las "licencias médicas por enfermedad de hijo menor de 1 año", extendiendo de forma artificial y encubierta el período de licencia postnatal, que es de 84 días desde el momento del parto.
Una vez electo, anunció en su segundo mensaje a la nación, que ingresaría el proyecto de postnatal parental al Congreso para su estudio y aprobación. El trámite en las Cámaras no fue fácil, ya que en el proyecto original, el Gobierno sólo estaba proponiendo que el máximo de subsidio en las 12 semanas siguientes a las de licencia fuera hasta 30 Unidad de fomento, lo que la Concertación de Partidos por la Democracia se opuso, ya que quería que fuera el mismo de la licencia, que era de 66 U.F.
Luego de varias semanas y muchas negociaciones entre la Alianza y la Concertación, finalmente se destrabó ese último problema y la ley fue aprobada en el mes de octubre, siendo promulgada el día 6 y publicada el día 17.

## Se incrementa a seis meses el posnatal
En su punto principal, se incrementa en 12 semanas adicionales el permiso postnatal parental para alcanzar así las 24 semanas (cinco meses y medio, o seis meses de 28 días cada uno). Durante este período, las madres recibirán un subsidio maternal, financiado por el Estado, que cubrirá su remuneración durante esta extensión del permiso post natal, con un tope de 73.2 UF mensuales, equivalentes hoy a $27,592.81. Esto significa que más de 8 de cada 10 madres beneficiadas percibirán el 100 por ciento de su remuneración o renta durante estas 12 semanas adicionales.
La novedad que incorpora esta ley es que el permiso postnatal parental tiene varias modalidades, a saber:
- El uso del permiso postnatal parental completo, vale decir, las 12 semanas a tiempo completo.
- El uso parcial por medio día, el cual lo extiende a 18 semanas a medio subsidio
- El traspaso de hasta 6 semanas al padre para que haga uso del permiso postnatal parental, en iguales condiciones que una madre, con subsidio del Estado.

## Ampliación gradual de la cobertura
Esta iniciativa del Ejecutivo ampliará la cobertura de subsidios maternales en forma gradual y focalizada para madres trabajadoras de bajos ingresos, con contrato a plazo fijo por obra o faena y para las temporeras agrícolas.

## Beneficio para mujeres que adopten
Las madres que adopten hijos menores de seis meses tendrán el beneficio de las 24 semanas de post natal, igual que las madres biológicas. En caso de hijos adoptados mayores de seis meses, y por primera vez en la historia del país, las madres podrán acceder al beneficio de 12 semanas de post natal con un tope de 66 U.F.
El proyecto incorporará mecanismos apropiados para detectar, evitar y sancionar cualquier intento de impedir una decisión libre e informada por parte de la madre a la hora de tomar el permiso.
Esta iniciativa cubre a todas las mujeres que hayan cotizado y tengan 12 meses de afiliación en una AFP antes de que salgan a su pre natal.
La Ministra Schmidt resaltó que este es un proyecto “más justo y moderno de los últimos 40 años” porque por “primera vez se reconoce en un subsidio estatal el rol fundamental del padre en la crianza y la importancia que tiene para que pueda construir lazos de cariño y apego con sus hijos desde la primera infancia”.
Además dijo que con este proyecto se pretende “corregir la profunda injusticia del actual pre y post natal, en que el 40% más pudiente de la población se lleva el 70% de los dineros fiscales”.
Con este proyecto “ a ninguna mujer ni niño se le discrimina” ya que se tratará de un derecho “irrenunciable y flexible” para todas las mujeres trabajadoras de nuestro país. La ministra explicó que era “irrenunciable pues todas tienen que tomárselo y flexible pues tienen la libertad de elegir la mejor opción de cómo tomárselo”.
Sostuvo que “en el Mes de la Mujer, qué mejor noticia que un beneficio de esta magnitud. Hoy estamos dando un gran salto en los derechos de nuestras mujeres, en la formación y educación de nuestros hijos y en la consolidación del núcleo familiar”.
Agregó que “no queremos más mujeres solas en la crianza, así que ahora -respaldados por la ley- los hombres tendrán un permiso parental para apoyar la formación de sus hijos sin temor a perder sus trabajos por ausentarse en un período más extenso”.
Por último, recalcó que “toda la evidencia internacional demuestra que la empleabilidad no debiera verse afectada con la extensión del post natal. Al contrario, ahora los empleadores tendrán la certeza de cuándo se reincorpora la mujer trabajadora”.